# Acianthera costabilis
Acianthera costabilis é  uma espécie de orquídea (Orchidaceae) que existe na Bolívia, antigamente subordinada ao gênero Pleurothallis.

## Publicação e sinônimos
- Acianthera costabilis (Luer & R.Vásquez) Luer, Monogr. Syst. Bot. Missouri Bot. Gard. 95: 253 (2004).

Sinônimos homotípicos:
- Pleurothallis costabilis Luer & R.Vásquez, Lindleyana 6: 94 (1991).